# Bernard Serin
Pour les articles homonymes, voir Serin (homonymie).
Bernard Serin, né le 17 septembre 1950 au Pouget, dans l'Hérault, est le président du groupe John Cockerill, le président du FC Metz depuis 2009, succédant ainsi à Carlo Molinari et le propriétaire du Royal Football Club Seraing (167). Il détient avec son fils Nicolas la holding familiale Ebenis.

## Biographie
Né en 1950 au Pouget dans l'Hérault, il déménage avec sa famille en 1952 en Moselle, à Florange. De 1966 à 1972, il est scolarisé au lycée Charlemagne de Thionville, puis au lycée Fabert de Metz. Pendant ces années là, il joue au football à l'ES Florange Ébange où il est le partenaire (1970-72) de Bernard Zénier et où il côtoie le président de la Ligue Lorraine de football Bernard Desumer ainsi que Joël Muller. En 1975, il est ingénieur (90e promotion, diplômée en 1975) de l'ESPCI ParisTech.

## Carrière industrielle
Fort de son titre d'ingénieur, il entre chez le groupe métallurgique Sacilor dont il prend la direction en 1993 après avoir dirigé les filiales américaines d'Usinor. En 1999, il dirige le groupe belge Cockerill-Sambre au sein d'Arcelor. En 2002, il rachète et prend les rênes de la filiale Cockerill Mechanichal Industry, renommée depuis Cockerill Maintenance & Ingénierie (CMI) et plus récemment John Cockerill. L'entreprise redevient rentable en se concentrant sur la maintenance industrielle et en vendant son savoir-faire dans le domaine de l'armement. En janvier 2008, CMI acquiert l'entreprise indienne de fabrication d'outils de laminage FPE. Bernard Serin est également président du comité scientifique du groupement de redéploiement économique de Liège.
Plusieurs quotidiens dont Le Républicain lorrain et Le Monde ont révélé que Bernard Serin était le repreneur pressenti par Arnaud Montebourg pour le site de Florange d'ArcelorMittal en 2012. Le Premier ministre, Jean-Marc Ayrault, avait de son côté affirmé dans Les Échos, après avoir écarté la solution d'une nationalisation temporaire, qu'il n'y avait « pas de repreneur crédible et ferme ». Malgré un endettement très élevé, ArcelorMittal ne souhaite en effet pas vendre le site.

## Carrière dans le monde du football
Parallèlement, Bernard Serin investit dans le club du FC Metz en 2006, devenant vice-président exécutif du club en 2008. En 2009, Carlo Molinari lui passe le flambeau de la présidence, tout en restant vice-président en compagnie de Joel Muller.
Sous sa présidence le FC Metz, le club évolue en Ligue 2 et a d’abord été à la limite de la montée à la fin de la saison 2009-2010 en terminant 4e, puis à la limite de la descente l'année suivante en terminant 17e avec un point de plus que le premier relégué, mais à la fin de la saison 2011-2012, le club termine 18e et se trouve relégué en National. Au terme de la saison 2013-2014, le FC Metz entraîné par Albert Cartier remonte en Ligue 1 avant de redescendre l'année suivante. Le club accède une nouvelle fois à l'Elite au terme de la saison 2015-2016 et parvient cette fois-ci à se maintenir. 
Après plusieurs montées et descentes, le club remporte un titre de champion de France de Ligue 2 à l'issue de la saison 2018-2019. À la suite de cela, le FC Metz parvient à se maintenir deux fois de suite dans l'élite (pour la première fois depuis 2007, le club dispute trois saisons d'affilée en première division).

## Honneurs
- 2006 : Prix Notger[17].

- 2012 :  Officier du Mérite wallon (O.M.W.)[18].

- 2017 : docteur honoris causa de l'université de Liège[19].
- 2020 :  Chevalier de la Légion d'honneur[20].